# Welczeck (Adelsgeschlecht)

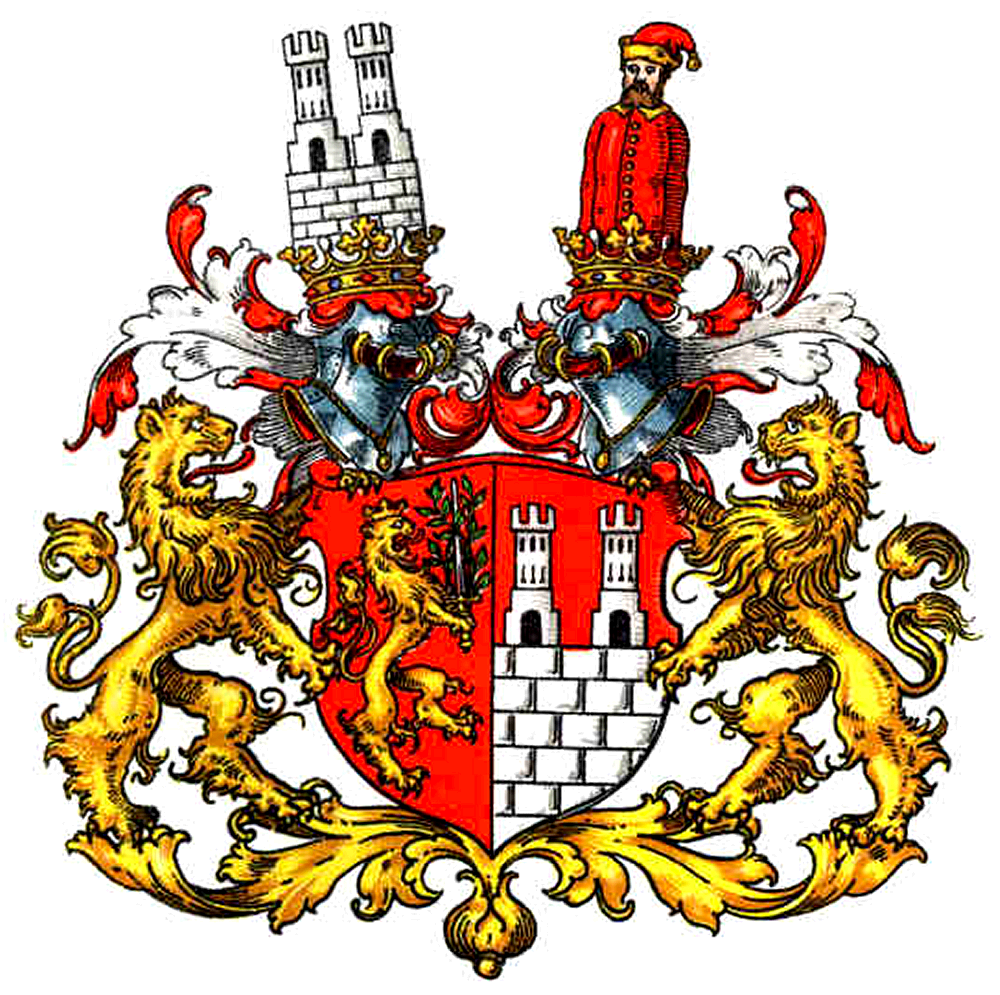
Wappen der Grafen von Welczeck

Welczeck bzw. Welczek ist der Name eines alten schlesischen Adelsgeschlechts. Die Freiherren und Grafen von Welczeck gehören zum Uradel Oberschlesiens.

## Geschichte
Lange Zeit war der Ursprung der Familie nicht geklärt. Im Auftrage der Grafen Welczeck fand in den 1930er Jahren der Familienforscher Josef Pilnáček heraus, dass die Familie in frühester Zeit aus dem Stamm des Geschlechts der Rassycz als Familie von Dubensko hervorging. Schon im 13. Jahrhundert ließ sich ein Zweig des Geschlechts in dem kleinen Dorf nieder. Urkundlich erscheint das Geschlecht 1239–1246 mit Egid in Oppeln und 1306 mit Egid von Dubensko, der sehr oft am Hofe der Herzöge Przemislaus und Lestko von Ratibor weilte, bekleidete damals bereits eine ständige Hofdienststelle. Die ununterbrochene Stammreihe beginnt mit Welczek von Dubensko, geboren um 1306. So trugen Vertreter der Familie erst seit dem 14. Jahrhundert den Namen Welczek bzw. Welczeck. Insbesondere im 20. Jahrhundert entwickelte sich die Theorie, dieser Beiname stamme von einer mütterlichen Linie des Adelsgeschlechts „Wilczek“. Verschiedene Angehörige der Familie von Welczek dienten am Hofe der Herzöge von Ratibor als Notare, Kronkanzler oder Richter. Die Nachfahren dienten Jahrhunderte hindurch der Krone Böhmens und ab 1526 dem habsburgischen Haus.
Johann von Welczek (* 1593) war Edelknabe in Diensten des Erzherzogs, späteren Kaisers, Matthias. 1637 wurde er Kanzler der Fürstentümer Oppeln und Ratibor. Am 7. Oktober 1646 wurde Johann von Welczek Verweser der Landeshauptmannschaft. Er war Rat des Prinzen Karl Ferdinand von Polen. Eine besondere Auszeichnung war die Verleihung des erblichen Reichsfreiherrenstandes am 8. November 1656. Stetig unterstützte er die Kirche und Klöster in Gleiwitz materiell und ermöglichte auch den Bau des Gleiwitzer Franziskanerklosters. In der Gleiwitzer Kreuzkirche erbaute er die Familiengruft. Er verstarb am 10. Februar 1670. Eine Grabplatte in der Gleiwitzer Kreuzkirche erinnert an den bekannten Stifter und Würdenträger. Mit seiner Frau hatte er acht Kinder.
Zu seinen Söhnen gehörten der Malteser-Ritter Karl Leopold von Welczek, der Archidiakon von Oppeln Franz Josef Ignaz von Welczek, der Oberamtsrat Georg Bernhard von Welczek sowie der Oberlandesrichter der Fürstentümer Oppeln und Ratibor Christof Freiherr von Welczek, der mit Maria Eufemia Gräfin Praschma von Bilkau verheiratet war.
Franz Rudolph von Welczek wurde 1709 in den Grafenstand erhoben. Er war Student in Leuven gewesen und Grundbesitzer verschiedener Güter. Als Oberregent im Fürstentum Teschen war er weit geachtet. Sein älterer Bruder, Johann Bernhard, erbte Dubensko. Dieser war 1704 Stifter eines Spitals in Laband, welches er noch 30 Jahre später subventionierte. Er war mit Maria Josepha Dorothea Gräfin von Berchthold verheiratet. Zu seinen Enkeln gehörte der Landrat vom Kreis Groß-Strehlitz, Gustav Josef Johann Berchthold Freiherr von Welczeck. Dessen Nachfahren lebten bis zum Ende des Zweiten Weltkriegs in Oberschlesien, meist als Beamte oder Militärs in Staatsdiensten.
Zu den Nachfahren von Johann Bernhard von Welczeck gehörte auch das Mitglied des Preußischen Herrenhauses, Bernhard Freiherr von Welczeck, der am 19. November 1894 in den erblichen Grafenstand erhoben wurde.
Sein Sohn war der Diplomat Johannes Graf von Welczeck. Er verstarb 1972 in Marbella, Spanien.

## Ehemalige Besitzungen
Aus der Genealogie von Josef Pilnáček geht hervor, dass der Familie neben anderen Besitzungen die Orte Dubensko, Ridultau, Niepaschitz, Petersdorf, Ellguth, Przyschowka, Pschow, Ornontowitz, Ober-Schwirklan, Grzibowitz, Alt-Gleiwitz und Kandrzin gehörten. Im Knie von 1830 finden sich weiterhin die Herrschaften Neudorf, Czuchow und Czechowitz.
Der Herrschaft Laband bei Gleiwitz O.S. wurde später der Hauptsitz der Familie.

## Wappen

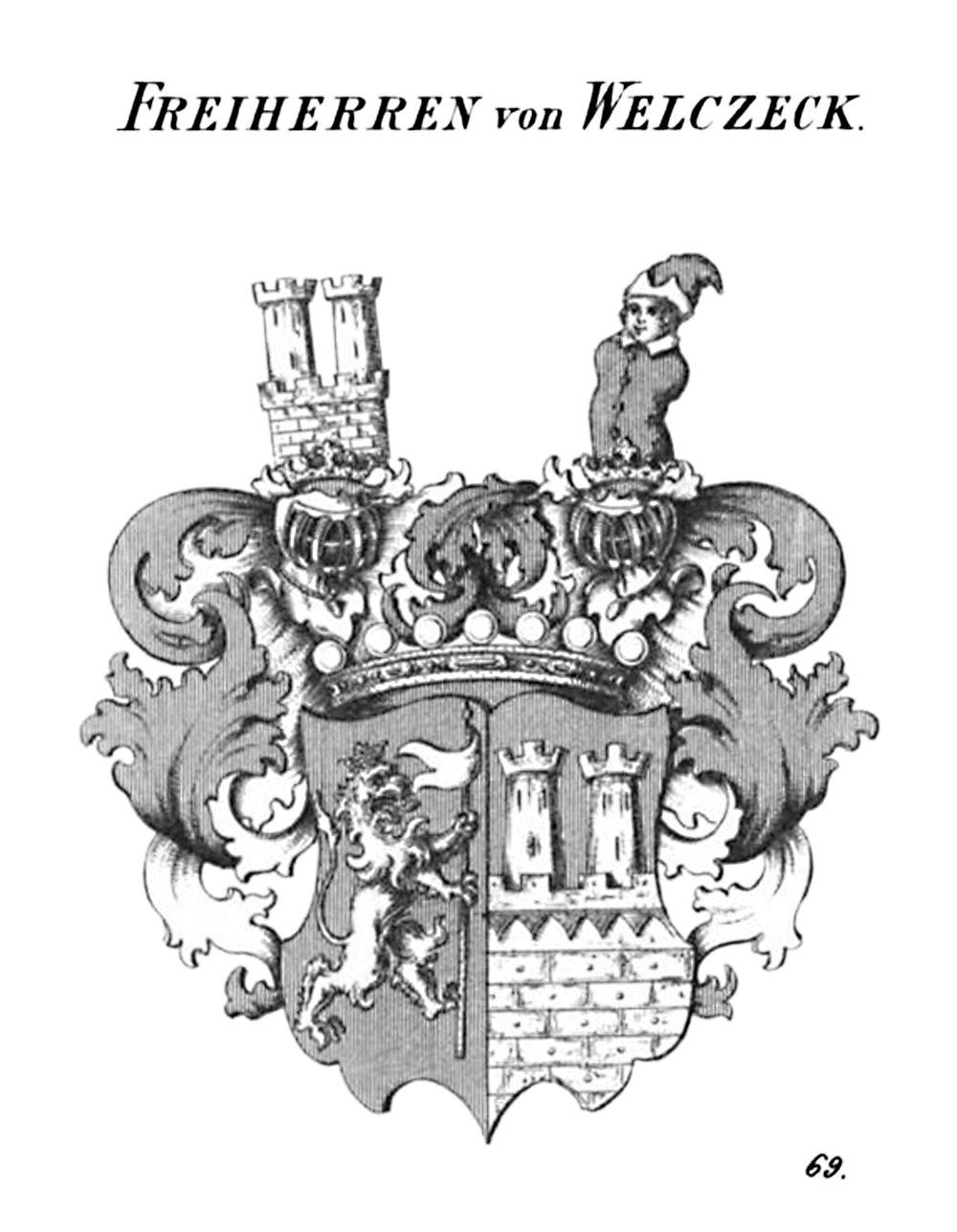
Wappen der Freiherren von Welczeck

- Stammwappen: in Rot der Länge nach geteilt, vorn ein goldener gekrönter doppelschwänziger Löwe mit einem Schwert, hinten eine silberne Mauer mit zwei Türmen.
- Freiherrnwappen 1656: das Stammwappen, der Löwe hält aber eine Lanze mit weißem Wimpel; zwei bekrönte Helme, der rechte mit den zwei Türmen, der linke mit einem wachsenden armlosen Mann mit rotem Mantel mit weißem Kragen und einer nach links abhängenden roten Mütze mit weißem Stulp.
- Grafenwappen 1894: wie das Freiherrnwappen, der Löwe jedoch ein lorbeerumwundenes Schwert in den Panken haltend. linke Helmzier: ein wachsender bärtiger Mann in Gold verschnürtem roten Rock mit goldenem Kragen und goldenem Stulp auf der Mütze.

## Bekannte Familienmitglieder
- Adelheid von Welczeck (19./20. Jh.), deutsche Frauenrechtlerin
- Gustav Johann von Welczeck (1751–1797), preußischer Landrat
- Bernhard von Welczeck (1844–1917), deutscher Diplomat und Politiker
- Johannes von Welczeck sen. (1878–1972), deutscher Diplomat
- Johannes von Welczeck jun. (1911–1969), deutscher Diplomat

## Weitere Literatur
- Augustin Weltzel: Geschichte der Stadt Ratibor, Selbstverlag des Verfassers und in Kommission bei Fr. Thiele, Ratibor 1861.[10]
- Felix Triest: Topographisches Handbuch von Oberschlesien, Band 1. Wilhelm Gottlieb Korn, Breslau 1865.[11]
- Th. Oelsner: Schlesische Provinzialblätter, Band 5, Verlag Eduard Trewendt, Breslau 1866.[12]